# 月尾島
月尾岛（韓語：월미도）位於韓國仁川廣域市中區。它曾經是一個島嶼，但現在通過土地開墾與土地相連。之所以命名，是因為島的形狀像是半月尾鰭。島上有一個遊船平台和一個遊樂園，使其成為仁川的典型旅遊目的地，是仁川海岸外的一个連島沙洲。

## 歷史
在大韓帝國時代，日本海軍基地和俄羅斯煤炭倉庫相繼建立起來，各大國進行了激烈的權力鬥爭。在1886年的丙寅洋擾中，它被以錨定在仁川附近海域的法國艦隊的機長的名字在外國地圖上稱為“玫瑰島”。
1891年，日本和韓國之間簽署月尾島地所借入約書（即租借月尾島地基約單）。
1923年，建造了1公里的路堤，並在與土地相連時開始發展為遊樂園。並且維護了鹽浴（用於溫暖和沐浴海水的設施），別墅，海水游泳池等娛樂設施。
1950年9月15日，朝鮮戰爭引發了聯合國部隊仁川登陸行動的反擊。月尾岛被聯合國軍轟炸，造成一些人死亡或離開家園。 結果，該島的原住民對仁川市，國防部，美國和聯合國提起訴訟，要求賠償仁川的登陸行動。
在2009年中，原本仁川站連接到當地的觀光單軌鐵路“月尾海洋列車”已完成。但是因安全問題使開業一再被推遲，直到2019年10月8日才正式開業。